# 2004年度TVB8金曲榜頒獎典禮得獎名單
2004年度TVB8金曲榜頒獎典禮

## 得獎名單

### TVB8金曲榜金曲獎
- 太想愛 - 劉德華
- 波斯貓 - S.H.E.
- 獨照 - 容祖兒
- 換日線 - 張智成
- 帥哥無用 - Twins
- 海盜 - 蔡依林
- Show time - 羅志祥
- 快 - 謝霆鋒
- 寓言 - 張韶涵
- 歸屬感 - 梁詠琪

### TVB8金曲榜最佳男新人獎
- 金獎：黃義達
- 銀獎：何　炅
- 銅獎：藍奕邦

### TVB8金曲榜最佳女新人獎
- 金獎：張韶涵
- 銀獎：鄭希怡
- 銅獎：鄧穎芝

### TVB8金曲榜最佳作曲獎
- 七里香 - 周杰倫

### TVB8金曲榜最佳作詞獎
- 幸福 這麼遠 那麼甜 - 劉德華

### TVB8金曲榜最佳編曲獎
- 七里香 - 鍾興民

### TVB8金曲榜最佳歌曲監製獎
- 七里香 - 周杰倫

### TVB8金曲榜最佳音樂錄影帶獎
- 太想愛 - 劉德華

### TVB8金曲榜最佳組合獎
- 金獎：S.H.E.
- 銀獎：Twins
- 銅獎：女生宿舍

### TVB8金曲榜最佳樂隊獎
- 金獎：深南大道
- 銀獎：與非門

### TVB8金曲榜全球觀眾最愛粵語歌曲獎
- 按摩女郎 - 劉德華
- 飲歌 - Twins
- 六呎風雲 - 李克勤

### TVB8金曲榜內地觀眾最愛男歌手獎
- 劉德華

### TVB8金曲榜內地觀眾最愛女歌手獎
- 容祖兒

### TVB8金曲榜最受歡迎男歌手獎
- 劉德華

### TVB8金曲榜最受歡迎女歌手獎
- 蔡依林

### TVB8金曲榜金曲金獎
- 波斯貓 - S.H.E.